# Region Kankan
Kankan ist eine Region Guineas und hat eine Fläche von 72.145 km². Sie liegt im Nordosten des Landes, angrenzend an Mali und die Elfenbeinküste. Ihre Hauptstadt ist das gleichnamige Kankan. Die Region hatte bei der letzten Volkszählung 2014 1.972.537 Einwohner und ist trotz eines starken Bevölkerungswachstums mit 27,3 Einwohnern pro Quadratkilometer immer noch dünn besiedelt. Nur etwa 18 % der gesamten Fläche ist bewaldet, wobei der Südwesten mehr Wald aufwies und auch mehr Abholzung zu verzeichnen hatte in den Jahren 2016 bis 2023.
Kankan entspricht weitgehend der geografischen Region Oberguinea.

## Verwaltungsgliederung
Die Region Kankan umfasst fünf Präfekturen. Diese sind:
| Präfektur     | Fläche in km² | Ew. (2014) männlich | Ew. (2014) weiblich | Ew. (2014) Gesamt | Hauptort  |
| ------------- | ------------- | ------------------- | ------------------- | ----------------- | --------- |
| Kankan        | 19.750        | 233.617             | 239.742             | 473.359           | Kankan    |
| Kérouané      | 7020          | 102.125             | 105.422             | 207.547           | Kérouané  |
| Kouroussa     | 14.050        | 130.558             | 138.072             | 268.630           | Kouroussa |
| Mandiana      | 12.825        | 167.873             | 168.126             | 335.999           | Mandiana  |
| Siguiri       | 18.500        | 346.276             | 340.726             | 687.002           | Siguiri   |
| Region Kankan | 72.145        | 980.449             | 992.088             | 1.972.537         | Kankan    |

## Bedeutende Orte
Einwohnerstärkste Ortschaft der Region ist Kankan mit fast 200.000 Bewohnern. Weitere bedeutende Städte sind Siguiri, Kouroussa, Kérouané und Mandiana.

## Bevölkerung und Religion
Die Zahl der Einwohner ist in den letzten Jahrzehnten stark gewachsen. Die Volkszählungen ergaben (1983) 640.432, (1996) 1.011.644 und (2014) 1.972.537 Bewohner. Zwischen 1983 und 2014 gab es ein jährliches Bevölkerungswachstum von 3,3 %. Dagegen wuchs die Zahl der Einwohner zwischen 1996 und 2014 jährlich sogar um 3,8 %.
Von der Einwohnerschaft waren (2014) 980.449 Personen männlich und 992.088 Personen (50,3 % der Bevölkerung) weiblich. Nur 389.184 Personen (19,8 % der Bevölkerung) wohnten 2014 in städtischen Gebieten.
Die Region ist sprachlich recht einheitlich. Die auch auf staatlicher Ebene bedeutende Sprache Malinke (87,1 % der Einwohner) ist die wichtigste Sprache. Weitere bedeutende Sprachen in der Region Kankan sind Poular (auch Peul; 3,9 % der Einwohner), Kouranko (ebenfalls 3,9 % der Einwohner) und Koniaka (2,6 % der Einwohner).
Wie die meisten Regionen Guineas ist die Region beinahe vollständig islamisiert (landesweit 2014 89,1 %). Der Islam (98,7 % der Einwohner) und das Christentum (1,1 % der Einwohner) haben in den letzten fünfzig Jahren stark zugelegt. Nur noch kleine Teile der Bewohner sind Anhänger ihrer traditionellen Religionen. Aber viele Muslime und Christen praktizieren eine Mischreligon aus traditionellem und neuem Glauben. Zudem hat der Sufismus wie überall in Westafrika eine bedeutende Anhängerschaft.